# Protein Digestibility Corrected Amino Acid Score
Protein Digestibility Corrected Amino Acid Score (PDCAAS, auch im Deutschen verkürzt als Aminosäureindex bezeichnet) ist eine Kennzahl aus den Ernährungswissenschaften, die die Qualität von Proteinen beschreibt, basierend auf den menschlichen Proteinanforderungen und der Möglichkeit, diese zu verdauen.
Das PDCAAS-Rating wurde 1993 von der US-amerikanischen FDA und der Ernährungs- und Landwirtschaftsorganisation der Vereinten Nationen (FAO/WHO) als „die beste Methode“ zur Bestimmung der Proteinqualität angenommen.

## Methodik
Wie der Name der Kennzahl suggeriert, berechnet sich diese aus zwei Komponenten, dem Aminosäureindex (Amino Acid Score, AAS auch als Chemical Score bezeichnet), welche um die faecale Verdaulichkeit des Nahrungsproteins (Protein Digestibility) korrigiert wird. Der Aminosäureindex fasst das Aminosäurenprofil mit für den Menschen unentbehrlichen Aminosäuren in einer Kennzahl zusammen. Die faecale Verdaulichkeit beschreibt den prozentualen Anteil einer aufgenommenen Substanz, die im Darmtrakt auch wirklich absorbiert wird. Die Berechnung erfolgt anhand der folgenden Formel: {\displaystyle {\text{PDCAAS}}={\text{AAS}}\cdot {\text{PD}}}

## Beispiele
| PDCAAS             | Lebensmittel               |
| ------------------ | -------------------------- |
| 1 (ungekürzt 1,10) | Kuhmilch                   |
| 1 (ungekürzt 1,05) | Hühnerei                   |
| 1 (ungekürzt 1,01) | Hühnerbrust                |
| 1                  | Sojaprotein                |
| 1                  | Molkenprotein              |
| 1                  | Casein                     |
| 1                  | Lactalbumin                |
| 1                  | Thunfisch                  |
| 1                  | Quornstücke                |
| 0,92               | Rindfleisch                |
| 0,91               | Pilzproteine (Mycoprotein) |
| 0,89               | Erbsenprotein-Konzentrat   |
| 0,82               | Haferbrei                  |
| 0,78               | Kichererbsen               |
| 0,66               | Hanfsamen                  |
| 0,60               | Baked Beans                |
| 0,60               | gegarte Erbsen             |
| 0,56               | Reis (weiß)                |
| 0,56               | Tofu                       |
| 0,52               | Erdnüsse                   |
| 0,52               | Linsen                     |
| 0,42               | Weizen                     |
| 0,25               | Weizengluten               |

Bei der gemeinsamen Aufnahme unterschiedlicher Lebensmittel kann der PDCAAS erheblich gesteigert werden. So ist durch eine Kombination von zum Beispiel Hülsenfrüchten, Gemüse und Getreide effektiv eine ähnlich hohe Proteinqualität möglich wie bei Proteinen tierischer Herkunft.

## Kritik
Insgesamt bleibt eine Bewertung von verschiedenen Proteinquellen schwierig, wenn es um den Erhalt normaler Körperfunktionen geht. So schreibt die Encyclopedia of Human Nutrition:

„Der metabolische Bedarf für die Erhaltung normaler Körperfunktionen und -zusammensetzung ist ein wenig verstandener Vorgang von Aminosäuren, die in vielen weiteren metabolischen Vorgängen zum Einsatz kommen, welche nichts mit der Proteinsynthese zu tun haben und welche jedenfalls völlig unterschiedlich von Wachstumsvorgängen (bspw. den Aminosäurevorgängen in Gewebe) sind und als solche einen weit geringeren Proteinbedarf haben. Daher ist es sehr schwierig den Unterschied von tierischem und pflanzlichen Proteinquellen zu demonstrieren und dieser ist vermutlich weniger bedeutend für die menschliche Ernährung. Derzeit herrscht beträchtliche Uneinigkeit über die nötige Höhe an essenziellen Aminosäuren in der menschlichen Ernährung und es gibt unterschiedlichste Ansichten über die relative Bedeutung der Proteinqualität in der Ernährungswissenschaft.“

Ein weiteres Problem ist, dass der Fokus auf die Proteinqualität tierische Eiweissquellen wie Fleisch, Milch oder Eier bevorzugt. Daraus könnte man ableiten, dass tierisches Eiweiß auch bevorzugt konsumiert werden sollte. Allerdings zeigen sowohl Beobachtungsstudien als auch Interventionsstudien, dass eine pflanzenbasierte Ernährung gesünder ist als eine Ernährungsweise mit hohem Konsum an tierischen Produkten. Damit steht die Sinnhaftigkeit des Konzeptes der Proteinqualität in Wohlstandsgesellschaften mit ausreichender Nahrungsversorgung in Frage.